# Gavin Glinton
Gavin Glinton (Grand Turk, 1º marzo 1979) è un ex calciatore britannico, di ruolo attaccante.

## Carriera
Debutta nella Major League Soccer degli Stati Uniti con i Los Angeles Galaxy. Nel 2003 passò al Dallas Burn. Quindi passa al Charleston Battery. Nel 2006 ritorna ai Los Angeles Galaxy. Nel 2008 firma per i San Jose Earthquakes.
Glinton è anche un membro della squadra Nazionale di Turks e Caicos, con la quale ha segnato quattro reti, record di tutti i tempi per la sua Nazionale. Nel mese di aprile del 2006, ha segnato uno dei tre gol con cui ha contribuito nel portare Turks e Caicos alla sua prima vittoria internazionale, sconfiggendo le Isole Cayman in una partita di Digicel Caribbean Cup a Cuba.

## Statistiche

### Cronologia presenze e reti in Nazionale
| Cronologia completa delle presenze e delle reti in nazionale ― Turks e Caicos | Cronologia completa delle presenze e delle reti in nazionale ― Turks e Caicos | Cronologia completa delle presenze e delle reti in nazionale ― Turks e Caicos | Cronologia completa delle presenze e delle reti in nazionale ― Turks e Caicos | Cronologia completa delle presenze e delle reti in nazionale ― Turks e Caicos | Cronologia completa delle presenze e delle reti in nazionale ― Turks e Caicos | Cronologia completa delle presenze e delle reti in nazionale ― Turks e Caicos | Cronologia completa delle presenze e delle reti in nazionale ― Turks e Caicos |
| Data                                                                          | Città                                                                         | In casa                                                                       | Risultato                                                                     | Ospiti                                                                        | Competizione                                                                  | Reti                                                                          | Note                                                                          |
| ----------------------------------------------------------------------------- | ----------------------------------------------------------------------------- | ----------------------------------------------------------------------------- | ----------------------------------------------------------------------------- | ----------------------------------------------------------------------------- | ----------------------------------------------------------------------------- | ----------------------------------------------------------------------------- | ----------------------------------------------------------------------------- |
| 18-2-2004                                                                     | Miami                                                                         | Haiti                                                                         | 5 – 0                                                                         | Turks e Caicos                                                                | Qual. Mondiali 2006                                                           | -                                                                             |                                                                               |
| 2-9-2006                                                                      | L'Avana                                                                       | Cuba                                                                          | 6 – 0                                                                         | Turks e Caicos                                                                | Qual. Coppa dei Caraibi 2007                                                  | -                                                                             |                                                                               |
| 4-9-2006                                                                      | L'Avana                                                                       | Isole Cayman                                                                  | 0 – 2                                                                         | Turks e Caicos                                                                | Qual. Coppa dei Caraibi 2007                                                  | 1                                                                             | 19’                                                                           |
| 6-9-2006                                                                      | L'Avana                                                                       | Bahamas                                                                       | 0 – 2                                                                         | Turks e Caicos                                                                | Qual. Coppa dei Caraibi 2007                                                  | 2                                                                             |                                                                               |
| 16-2-2008                                                                     | Providenciales                                                                | Turks e Caicos                                                                | 5 – 0                                                                         | Saint Lucia                                                                   | Qual. Mondiali 2010                                                           | 1                                                                             | 82’                                                                           |
| 26-3-2008                                                                     | Vieux Fort                                                                    | Saint Lucia                                                                   | 2 – 0                                                                         | Turks e Caicos                                                                | Qual. Mondiali 2010                                                           | -                                                                             |                                                                               |
| 2-7-2011                                                                      | Providenciales                                                                | Turks e Caicos                                                                | 0 – 4                                                                         | Bahamas                                                                       | Qual. Mondiali 2014                                                           | -                                                                             |                                                                               |
| 9-7-2011                                                                      | Nassau                                                                        | Bahamas                                                                       | 6 – 0                                                                         | Turks e Caicos                                                                | Qual. Mondiali 2014                                                           | -                                                                             | 65’                                                                           |
| 30-5-2014                                                                     | Oranjestad                                                                    | Aruba                                                                         | 1 – 0                                                                         | Turks e Caicos                                                                | Qual. Coppa dei Caraibi 2014                                                  | -                                                                             | 20’                                                                           |
| 3-6-2014                                                                      | Oranjestad                                                                    | Isole Vergini Britanniche                                                     | 0 – 2                                                                         | Turks e Caicos                                                                | Qual. Coppa dei Caraibi 2014                                                  | -                                                                             | 83’                                                                           |
| Totale                                                                        |                                                                               | Presenze                                                                      | 10                                                                            |                                                                               | Reti                                                                          | 4                                                                             |                                                                               |

## Palmarès
- MLS Supporters' Shield: 1

Los Angeles Galaxy: 2002
- Campionato MLS: 1

Los Angeles Galaxy: 2002